# Augusto Gómez Villanueva (Colima)
Augusto Gómez Villanueva es una localidad del estado mexicano de Colima. Es parte del municipio de Armería.

## Toponimia
El nombre de la localidad rinde homenaje a Augusto Gómez Villanueva, líder de la Confederación Nacional Campesina y primer titular de la Secretaría de la Reforma Agraria.

## Demografía
| Gráfica de evolución demográfica |
|                                  |

| Censo | Población |
| ----- | --------- |
| 1980  | 489       |
| 1990  | 904       |
| 2000  | 1 148     |
| 2010  | 1 048     |
| 2020  | 1 347     |